# Johanneskirche (Berlin-Lichterfelde)

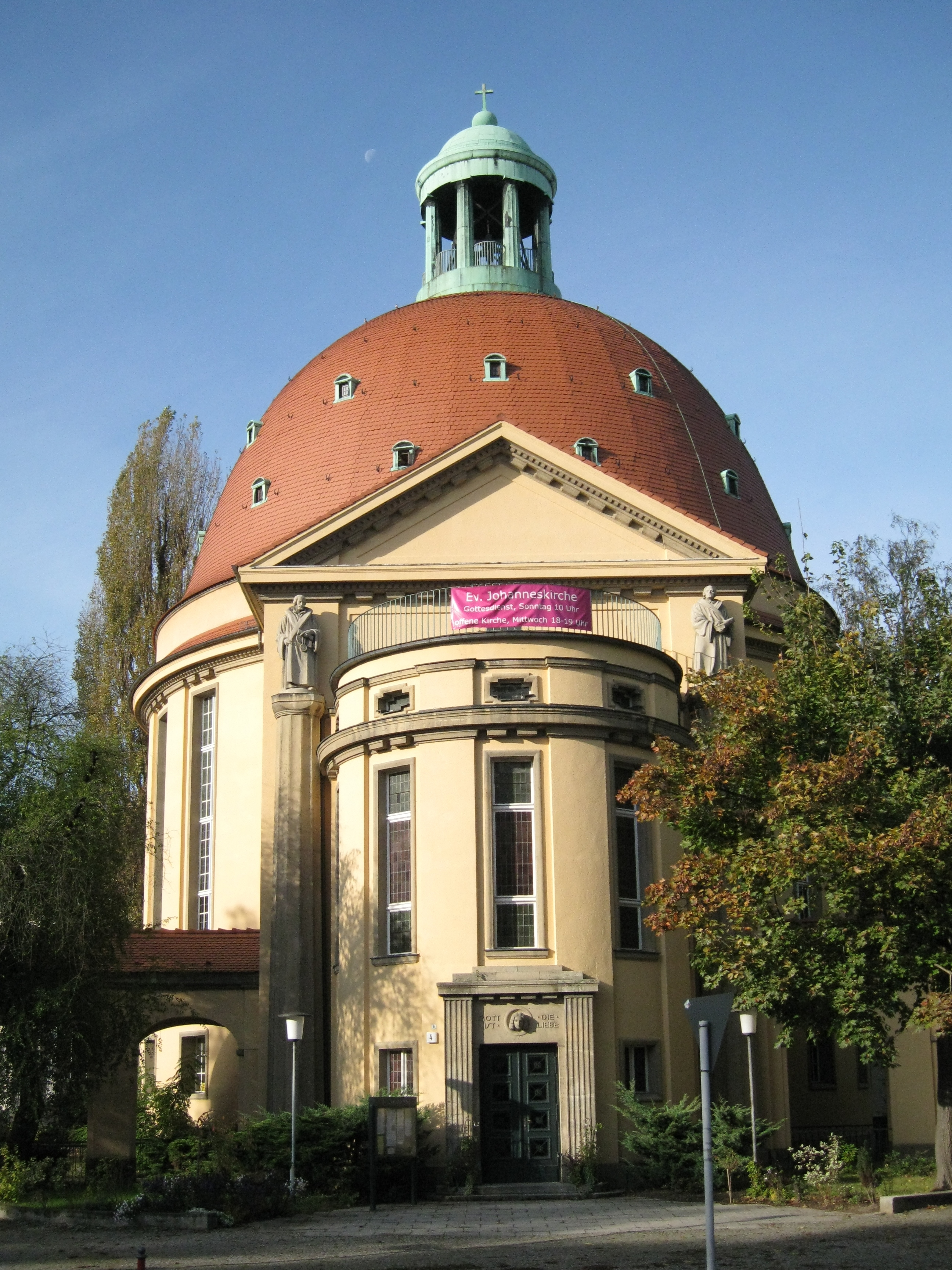
Johanneskirche in Berlin-Lichterfelde

Die evangelische Johanneskirche im Berliner Ortsteil Lichterfelde des Bezirks Steglitz-Zehlendorf ist ein an Barock und Klassizismus erinnernder Zentralbau mit Anklängen an die Reformarchitektur.
Die Grundsteinlegung der nach einem Entwurf von Otto Kuhlmann errichteten und heute denkmalgeschützten Rundkirche erfolgte am Himmelfahrtstag, dem 1. Mai 1913, am 2. November 1914 wurde die Kirche eingeweiht.

## Geschichte
Im Jahr 1865 erwarb der Hamburger Unternehmer Johann Anton Wilhelm von Carstenn unter anderem das bei Berlin gelegene Gut Lichterfelde, das er parzellierte und darauf die Villenkolonie Lichterfelde gründete. Nach der Weihe der Petruskirche 1898 und der Pauluskirche 1900 zögerte die selbstständige Gemeinde Groß-Lichterfelde, sich an der Finanzierung einer dritten Großkirche in der neu entstehenden Villenkolonie zu beteiligen, da gemäß der Brandenburgischen Konsistorialordnung von 1573 der König in Preußen die Kosten für den Bau der Kirche zu übernehmen hatte. Der Kostenrahmen betrug 240.000 Mark (kaufkraftbereinigt in heutiger Währung: rund 2,02 Millionen Euro), wovon die Kirchengemeinde für den Saal im Untergeschoss 40.000 Mark aufzubringen hatte. Nachdem Lichterfelde 1920 bei der Bildung von Groß-Berlin ein Ortsteil des damaligen Bezirks Steglitz geworden war, führten die Kirchengemeinden Giesensdorf, Paulus, Petrus und Johannes eine getrennte Buchführung ein. 1954 wurde die Gesamt-Kirchengemeinde Lichterfelde in die fünf Gemeinden Giesensdorf, Johannes, Paulus, Petrus und Martin-Luther geteilt. 1969 wurde der Südbezirk der Johannesgemeinde zur Johann-Sebastian-Bach-Gemeinde.

## Gebäude

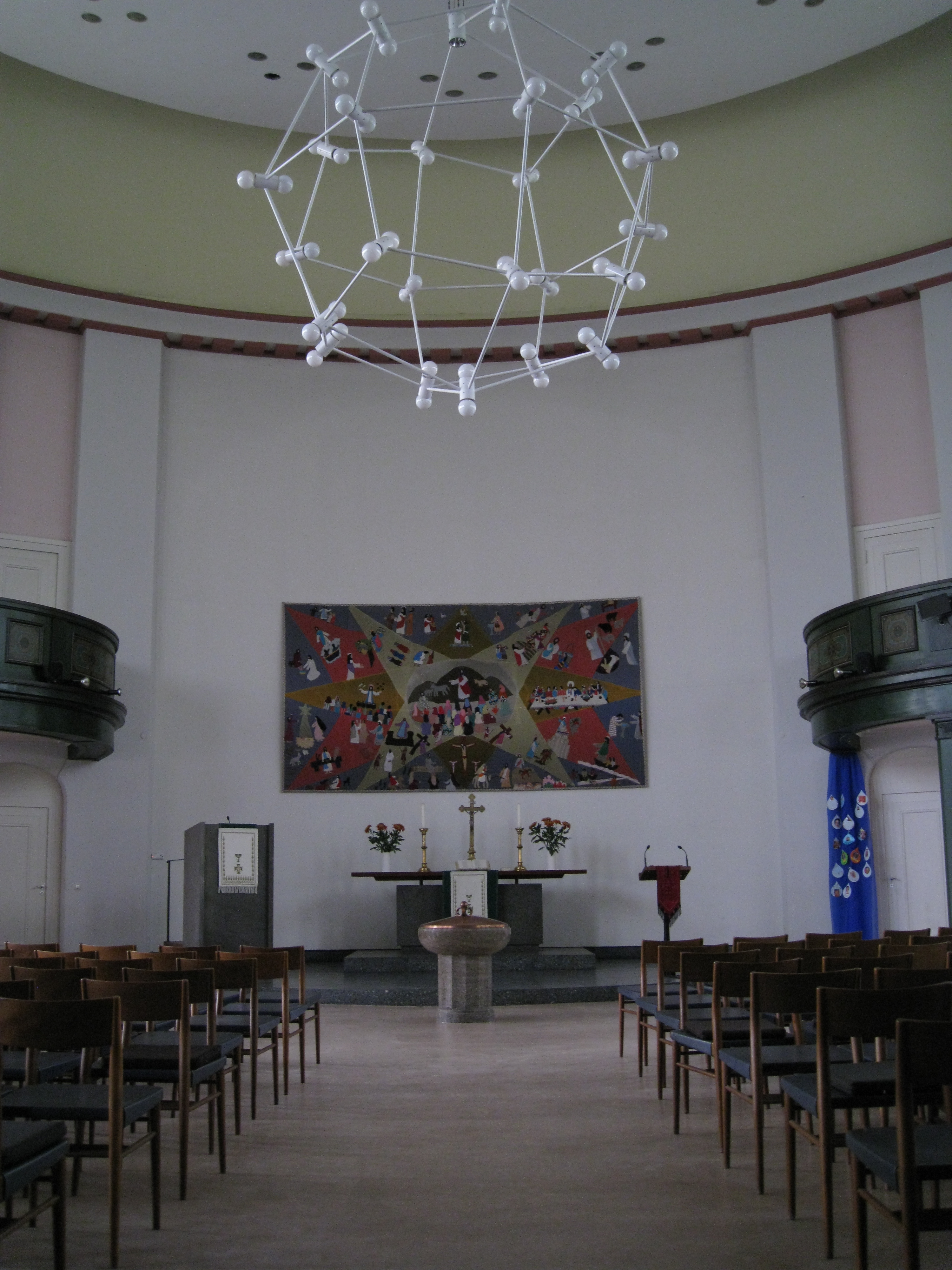
Altar der Johanneskirche

Der spitze Bauplatz zwischen der Ringstraße und der Pfleidererstraße führte zu der Lösung einer Rotunde, über einem breiten Attikaband die ziegelgedeckte parabolische Kuppel, gekrönt von einer offenen, mit Kupfer verkleideten Laterne, in der die Glocken hängen. Das Kuppeldach, welches das Gesamtbild des Äußeren beherrscht, erübrigte einen kostspieligen Turm. Vorbilder der Johanneskirche und der zwei Jahre älteren Königin-Luise-Gedächtniskirche in Schöneberg waren die ehemalige Bethlehemskirche und die Dreifaltigkeitskirche. Der Architekt hat wegen des engen Bauplatzes den Gemeindesaal mit Bühne und Nebenräumen und den Konfirmandensaal (heute: Café Nachbar) in das ebenerdige Sockelgeschoss verlegt, den Kirchensaal ins Obergeschoss. Abgerundete Anbauten für Sakristei und Haupttreppenhaus mit Vorhallen ergänzen den Zentralbau, der als verputzter Mauerwerksbau ausgeführt ist. Über einem hell abgesetzten Gurtgesims befinden sich die schmalen Rechteckfenster des Saales zwischen schlichten Pilastern. Der Portikus, dem das halbkreisförmige Treppenhaus vorgelagert ist, wird von zwei Halbsäulen flankiert, die von den beiden Reformatoren Martin Luther und Philipp Melanchthon bekrönt werden. Über dem Hauptportal am Treppenhaus  befindet sich ein Medaillon mit dem Kopf des Johannes, dem die Kirche geweiht ist. Zu beiden Seiten desselben sind die Worte des 1. Johannesbriefes, Kapitel 4, Vers 16, eingemeißelt: „Gott ist die Liebe“.

## Glocken
Das Geläut der Kirche besteht aus vier Bronzeglocken.
| Glocke | Gießer          | Gießjahr | Schlagton | Masse (kg) | Durchmesser (cm) | Höhe (cm) | Inschrift                                   |
| ------ | --------------- | -------- | --------- | ---------- | ---------------- | --------- | ------------------------------------------- |
| 1.     | unbekannt       | 16. Jh.  | as′       | 374        | 85               | 71        |                                             |
| 2.     | Franz Schilling | 1949     | c″        | 247        | 74               | 61        | SCHAFFET FRIEDEN IN EUREN TOREN. SACH. 8,16 |
| 3.     | Franz Schilling | 1949     | es″       | 145        | 62               | 51        | TROESTET TROESTET MEIN VOLK + JES. 40,1     |
| 4.     | Franz Schilling | 1949     | f″        | 096        | 55               | 45        | EHRE SEI GOTT IN DER HÖHE +                 |

Die Vorgängerglocken, bis auf die erste, waren sowohl im Ersten wie auch im Zweiten Weltkrieg eingeschmolzen worden.

## Inneres

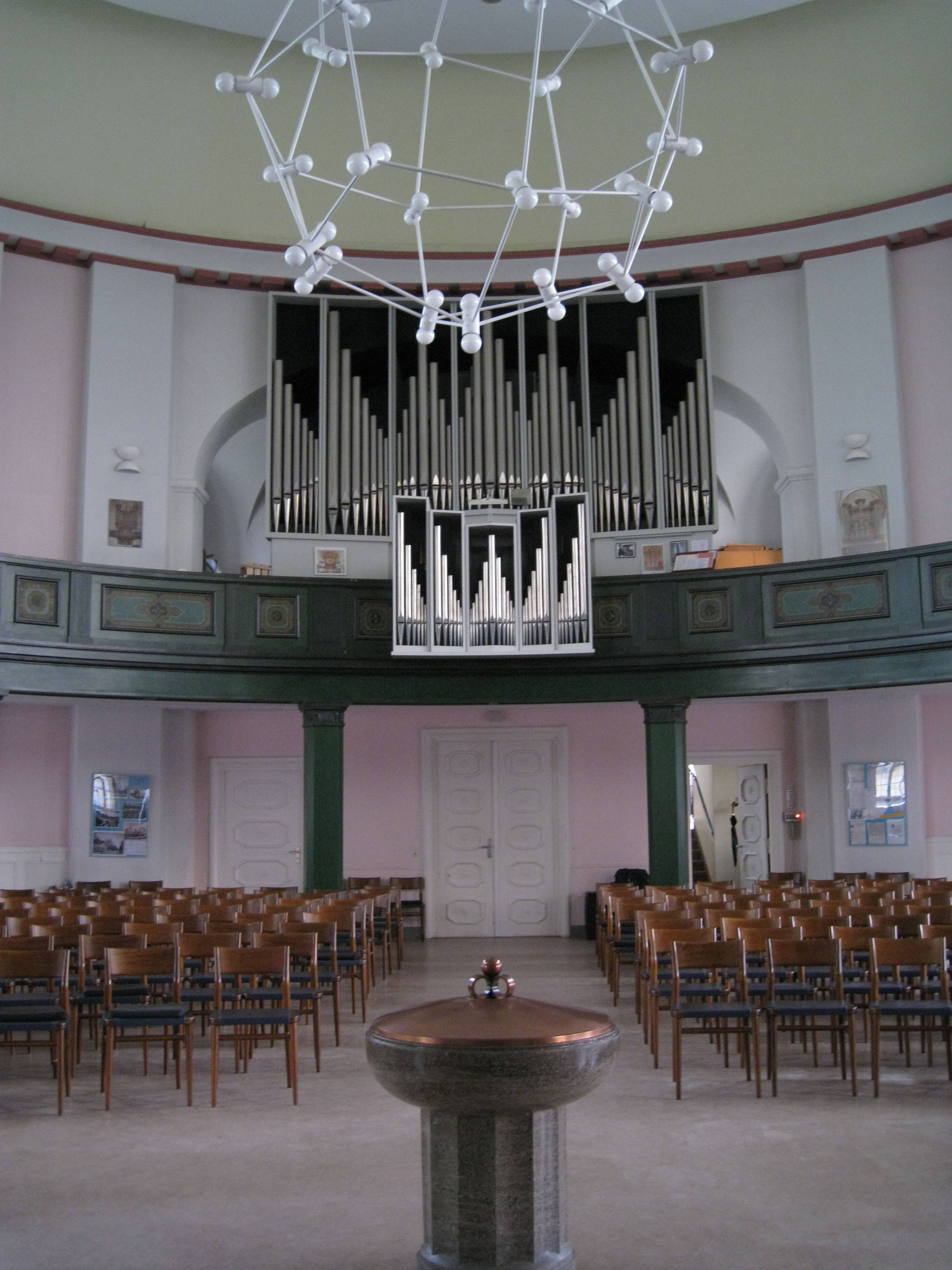
Orgel der Johanneskirche

Das Innere der Kirche mit umlaufender Empore hat trotz der bescheidenen Größe durch den kreisförmigen Grundriss von rund 20 m Durchmesser eine monumentale Wirkung. Der Kirchenhauptsaal wurde jedoch axial angeordnet. Der vorspringenden, korbbogigen Vorhalle gegenüber lagen in der Mittelachse des Innenraumes gemäß dem Wiesbadener Programm von 1891 Altar und Kanzel übereinander. Über dem Altar befand sich eine korbbogige Orgelnische. Die drei Fresken am Eingang des Kirchraums stammen von Ursula Kükenthal, einer Malerin, die der Johannesgemeinde verbunden war. Von 1964 bis 1965 wurde das Innere der Kirche umgestaltet. Zur Verbesserung der Akustik wurde im Kirchraum unterhalb der Kuppel eine leicht nach außen gewölbte Zwischendecke eingezogen, dabei wurde das Bild des Jüngsten Gerichts von Michael Ell in der Kuppel verdeckt und der zentrale Kronleuchter zerstört. Anstelle der starren Kirchenbänke traten Stühle, deren Aufstellung sich besser dem Raum anpassen ließ. Die neue Schuke-Orgel mit mechanischer Traktur, zwei Manuale und 23 klingenden Registern, verteilt auf Hauptwerk, Rückpositiv und Pedalwerk wurde nicht mehr über dem Altar, sondern auf der Empore gegenüber aufgestellt. Ihre Disposition kann bei Orgel Databank  eingesehen werden. 1990 wurde der Innenraum der Kirche renoviert, zum Teil im Originalfarbton, und er erhielt eine neue Zentralleuchte.